# III. Attalosz pergamoni király
III. Attalosz Philometor Euergetész (Kr. e. 171 – Kr. e. 133) Pergamon utolsó királya Kr. e. 138-tól haláláig.
II. Eumenész király és Sztratoniké kappadókiai hercegnő fia. Nagybátyját, II. Attalosz királyt követte a trónon Kr. e. 138-ban. Uralkodása elején kegyetlenül bánt saját rokonaival is, majd letargiába esett, a hatalmat lassan teljes egészében támogatóira bízta. 5 évnyi uralkodás után hirtelen elhunyt, majd Rómába ment egyik követe, aki végrendeletét bemutatta, melyben a megboldogult király a Római Köztársaságra hagyta minden vagyonát és országát is. Ebbe azonban féltestvére, Arisztonikosz nem nyugodott bele, ekkor trónigényt támasztott, hatalmát rövid ideig meg is tudta tartani a lassú római reakciónak köszönhetően. Ez a próbálkozás azonban reménytelen volt, Kr. e. 131-ben a rómaiak Pergamonban megalapították Asia provinciát.